# Odkup
Odkup (ang. Repurchase agreement, Repo) – porozumienie, klauzula w umowie, w której sprzedawca zobowiązuje się odkupić przedmiot sprzedaży w określonej dacie i określonej cenie. W przypadku urządzeń może to być uwarunkowane wynikami próbnej eksploatacji. W przypadku papierów wartościowych może to być element spekulacji.